# 细裂委陵菜
细裂委陵菜（学名：Potentilla chinensis var. lineariloba）为蔷薇科委陵菜属下的一个变种。

## 扩展阅读
- 維基物種上的相關：细裂委陵菜